# 克里斯托夫·冯·多赫南伊
克里斯托夫·冯·多赫南伊（Christoph von Dohnányi，德語發音：[ˈkʁɪstɔf fɔn ˈdɔxnaːnjiː]，匈牙利语的姓氏发音：[ˈdoxnaːnji]；1929年9月8日—），德国匈牙利裔指挥家。

## 生平
克里斯托夫·冯·多赫南伊出生于柏林，15岁时父亲汉斯·冯·多赫南伊和舅舅迪特里希·朋霍费尔等多名亲友因参加德国抵抗运动而牺牲。二战之后，多赫南伊来到慕尼黑大学学习法律，后转学至慕尼黑音乐戏剧学院学习作曲、钢琴和指挥，毕业后先后跟随他的祖父，作曲家多赫南伊·埃尔诺以及指挥家伯恩斯坦学习。
多赫南伊于1953年返回德国，在法蘭克福歌劇院担任乔治·索尔蒂的助手，27岁时即在吕贝克剧院成为德国最年轻的音乐总监。多赫南伊指挥阅历丰富，他先后指导过的乐团包括：卡塞尔国立剧院（1963－1966年）、科隆广播交响乐团（1964－1969年）、法兰克福歌剧院（1968－1977年）、漢堡國立歌劇院（1977－1984年）、克利夫兰管弦乐团（1982－2002年）、伦敦爱乐管弦乐团（1997－2008年）、巴黎管弦乐团（1998－2000年）、北德广播交响乐团（2004－2011年）等等。2011年后他返回美国，不定期与波士顿交响乐团、纽约爱乐乐团、克利夫兰管弦乐团等合作演出。

## 藝術貢獻
多赫南伊热衷于演绎新音乐（Neue Musik），他指挥了汉斯·维尔纳·亨策和弗里德里希·采尔哈等作曲家作品的首演。
多赫南伊作为导师也有不少得意门生，如现任纽约爱乐乐团首席指挥的阿倫·基爾伯特即是他在克利夫兰管弦乐团时期的助手。

## 荣誉
多赫南伊获得过法国藝術與文學勳章司令勋位、匈牙利巴托克奖、德意志联邦大十字勋章、奥地利大银质勋章等奖项。此外，他拥有肯特州立大學、凱斯西儲大學、奥柏林学院、伊士曼音乐学院和克利夫兰音乐学院的荣誉博士学位。自2002年和2008年起，他分别担任克利夫兰管弦乐团和伦敦爱乐管弦乐团的荣誉指挥。

### 參照
1. ↑  Alexander Kühn. . 2008-02-05  [2017-05-11]. （原始内容存档于2020-11-06） （德语）.
2. ↑  . 2017-01  [2017-05-11]. （原始内容存档于2018-03-22） （英语）.